# Городовая обывательская книга
Городова́я обыва́тельская кни́га — документ, в котором регистрировались сведения о городских жителях (обывателях), которая была разделена на шесть частей: 
- «настоящих городовых обывателях» (домо- и землевладельцах);
- гильдейских купцах;
- «цеховых» (мастерах, подмастерьях и учениках разных ремёсел);
- «иногородних и иностранных гостях»;
- именитых гражданах (городских и общественных деятелях, ученых, банкирах и т. п.);
- посадских (всех остальных жителях города).

В обывательской книге записывались: 
- имя, отчество и фамилия обывателя;
- возраст;
- семейное положение: холост, женат (тогда записывались данные о жене), или вдов;
- сведения о детях (имена, пол, возраст);
- имущественное положение;
- место жительства;
- профессиональные и общественные обязанности.

Ведение городовой обывательской книги определялось Городовым положением 1785 года (Жалованная грамота городам).